# Cognackevers
De cognackevers (Bolboceratidae) vormen een familie van kevers (Coleoptera) in de superfamilie Scarabaeoidea. De wetenschappelijke naam van de familie werd in 1842 gepubliceerd door Étienne Mulsant.

## Tribus en geslachten
- Athyreini Lynch Arribálzaga, 1878
  - Athyraeus MacLeay, 1819
  - Neoathyreus Howden & Martínez, 1963
  - Parathyreus Howden & Martínez, 1963
  - Pseudoathyreus Howden & Martínez, 1963
- Bolbelasmini Nikolajev, 1996
  - Bolbelasmus Boucomont, 1911
  - Bolbogonium Boucomont, 1911
  - Bolbotrypes Olsoufieff, 1907
- Bolboceratini Mulsant, 1842
  - Blackbolbus Howden & Cooper, 1977
  - Blackburnium Boucomont, 1911
  - Bolbaffer Vulcano, Martinez & Pereira, 1969
  - Bolbaffroides Nikolaev, 1979
  - Bolbobaineus Howden & Cooper, 1977
  - Bolbocaffer Vulcano, Martinez & Pereira, 1969
  - Bolbocerastes Cartwright, 1953
  - Bolboceratex Krikken, 1984
  - Bolboceroides Vulcano, Martinez & Pereira, 1969
  - Bolbocerosoma Schaeffer, 1906
  - Bolbogonium Boucomont, 1911
  - Bolboleaus Howden & Cooper, 1977
  - Bolborhachium Boucomont, 1911
  - Bolborhinum Boucomont, 1911
  - Bolborhombus Cartwright, 1953
  - Bolbothyreus Howden, 1973
  - Bradycinetulus Cockerell, 1906
  - Elephastomus Macleay, 1819
  - Halffterobolbus Martinez, 1976
  - Meridiobolbus Krikken, 1984
  - Mimobolbus Martinez & Pereira, 1969
  - Namibiobolbus Krikken, 1984
  - Namibiotrupes Krikken, 1977
  - Pereirabolbus Martínez, 1976
  - Prototrupes Krikken, 1977
  - Somalobolbus Carpaneto, Mignani & Piattella, 1992
  - Zefevazia Martínez, 1954
- Bolbochromini Nikolajev, 1970
  - Bolbocerodema Nikolajev, 1973
  - Bolbochromus Boucomont, 1909
- Eubolbitini Nikolajev, 1970
  - Bolboceratops Krikken, 1978
  - Bolbohamatum Krikken, 1980
  - Eubolbitus Reitter, 1892
  - Socotrabolbus Cambefort, 1998
- Eucanthini Nikolajev, 2003
  - Eucanthus Westwood, 1848
- Gilletinini Nikolajev, 1990
  - Gilletinus Boucomont, 1932
- Odonteini Shokhin, 2007
  - Odonteus Samouelle, 1819
- Stenaspidiini Nikolajev, 2003
  - Stenaspidius Westwood, 1848